# Lieurac
Lieurac (okzitanisch Liurac) ist eine französische Gemeinde mit 180 Einwohnern (Stand 1. Januar 2022) im Département Ariège in der Region Okzitanien. Sie gehört zum Kanton Pays d’Olmes und zum Arrondissement Pamiers. 
Sie grenzt im Norden an Dun, im Nordosten an Pradettes, im Osten an Sautel, im Süden an Ilhat und im Westen an Carla-de-Roquefort.

## Bevölkerungsentwicklung
| Jahr                       | 1962 | 1968 | 1975 | 1982 | 1990 | 1999 | 2008 | 2015 |
| -------------------------- | ---- | ---- | ---- | ---- | ---- | ---- | ---- | ---- |
| Einwohner                  | 126  | 128  | 114  | 104  | 133  | 153  | 153  | 181  |
| Quellen: Cassini und INSEE |      |      |      |      |      |      |      |      |